# Veikko Huhtanen
Veikko Aarne Aleks Huhtanen (5 giugno 1919 – 29 gennaio 1976) è stato un ginnasta finlandese.

## Palmarès

### Giochi olimpici
- Oro a Londra 1948 nel concorso a squadre
- Oro a Londra 1948 nel concorso individuale
- Oro a Londra 1948 nel cavallo con maniglie
- Argento a Londra 1948 nelle parallele simmetriche
- Bronzo a Londra 1948 nella sbarra

### Campionati mondiali
- Argento a Basilea 1950 nella sbarra
- Argento a Basilea 1950 nel concorso a squadre